# Крџалијево
Крџалијево, Крџалево или Крџилар (грч. Άδενδρο, Адендро) је насељено место у општини Илиџијево у периферији Средишња Македонија, Грчка. Према попису из 2021. године било је 1.889 становника.
Према бугарском географу и историчару, Василу Канчову, у Крџалијеву је 1900. године живело 250 Словена хришћана и 35 Рома. После 1922. године насељено је 155 из Турске и две грчке избегличке породице из Бугарске, укупно 657 особа. На попису из 1928. године Крџалијево је имало 800 становника, од чега је 143 Словена. Након исушења Ениџевардарског језера, добијањем нових обрадивих површина и пресељењем мештана села Мустафча, број становника Краџлијева се повећао.